# Граф Корнуоллис
Граф Корнуоллис — угасший аристократический титул в системе Пэрства Великобритании.

## История
Титул графа Корнуоллиса был создан 30 июня 1753 года для Чарльза Корнуоллиса, 5-го барона Корнуоллиса (1700—1772). Его старший сын и преемник, Чарльз Корнуоллис, 2-й граф Корнуоллис (1738—1805), крупный британский военный и государственный деятель, в 1792 году получил титул маркиза Корнуоллиса. В 1823 году после смерти его единственного сына, Чарльза Корнуоллиса, 2-го маркиза Корнуоллиса (1774—1823), титул маркиза прервался. В 1852 году после смерти Джеймса Манна, 5-го графа Корнуоллиса (1778—1852), графский титул также угас.
Семья Корнуоллис происходила от Фредерика Корнуоллиса (1610—1662), который представлял в Палате общин Ай (1640—1642) и Ипсуич (1660), а также был казначеем двора (1660—1662). Ещё 4 мая 1627 года для него был создан титул баронета Корнуоллиса (Баронетство Англии). 20 апреля 1661 года он получил титул барона Корнуоллиса из Ай в графстве Саффолк в системе Пэрства Англии. Его преемником стал его сын, Чарльз Корнуоллис, 2-й барон Корнуоллис (1632—1673). В 1660—1662 годах он заседал в Палате общин от округа Ай. После его смерти баронский титул унаследовал его сын, Чарльз Корнуоллис, 3-й барон Корнуоллис (1655—1698). Он занимал посты первого лорда Адмиралтейства (1692—1693) и лорда-лейтенанта Саффолка (1689—1698). Его сын и преемник, Чарльз Корнуоллис, 4-й барон Корнуоллис (1675—1722), был депутатом Палаты общин от округа Ай (1695—1698), генеральным почтмейстером (1715—1721), казначеем вооруженных сил (1721—1722) и лордом-лейтенантом Саффолка (1698—1703).
Ему наследовал его сын, Чарльз Корнуоллис, 5-й барон Корнуоллис (1700—1762). В 1753 году он получил титулы виконта Брома в графстве Саффолк и графа Корнуоллиса (Пэрство Великобритании). Он был лордом-лейтенантом Тауэр-Хамлетс и констеблем Лондонского Тауэра (1740—1762). Его сын, Чарльз Корнуоллис (1738—1805), был известным военачальником и одним из главных британских генералов во время Войны за независимость американских колоний. Он заседал в Палате общин от округа Ай (1760—1762), позднее занимал должности генерал-губернатора Индии (1786—1793, 1805), генерал-губернатора Бенгалии (1786—1793) и лорда-лейтенанта Ирландии (1798—1801). 8 октября 1792 года для него был создан титул маркиза Корнуоллиса в системе Пэрства Великобритании. Его преемником стал его сын и тёзка, Чарльз Корнуоллис, 2-й маркиз Корнуоллис (1774—1823). Он представлял в парламенте округа Ай (1795—1796) и Саффолк (1796—1801, 1801—1805), а также занимал должность псаря охотничьих собак (Master of the Buckhounds) в 1806—1823 годах. В 1823 году после смерти последнего титул маркиза Корнуоллиса прервался, а графский титул унаследовал его дядя, Джеймс Корнуоллис, 4-й граф Корнуоллис (1743—1824), третий сын 1-го графа Корнуоллиса. Он был епископом Личфилда и Ковентри (1781—1824). Он женился на Кэтрин, дочери Гальфрида Манна из Ботон Малхерба в графстве Кент. Его преемником стал его сын Джеймс Корнуоллис, 5-й граф Корнуоллис (1778—1852). Он заседал в Палате общин от округа Ай (1799—1801, 1801—1806, 1807). В 1814 году лорд Корнуоллис получил королевскую лицензию на фамилию своего деда по материнской линии «Манн» вместо своей фамилии «Корнуоллис». Его единственный сын, достопочтенный Чарльз Джеймс Корнуоллис, затем Манн, виконт Бром (1813—1835), скончался при жизни отца. В 1852 году после смерти Джеймса Манна титулы графа Корнуоллиса, виконта Брома, барона Корнуоллиса и баронета прервались. Его старшая дочь, леди Джемайма Изабелла (ум. 1836), вышла замуж за политика Чарльза Уайкхема Мартина (1801—1870). Их сын, майор Файнс Уайкхем-Мартин (1831—1867), в 1859 году получил королевскую лицензию на фамилию «Корнуоллис». В 1927 году для его старшего сына, Файнса Стэнли Корнуоллиса (1864—1935). был возрожден титул барона Корнуоллиса в системе Пэрства Соединённого королевства.
Также получили известность несколько других членов семьи Корнуоллис. Генерал-майор достопочтенный Стивен Корнуоллис (1703—1743), третий сын 4-го барона Корнуоллиса, заседал в Палате общин от округа Ай (1727—1743). Генерал-лейтенант достопочтенный Эдвард Корнуоллис (1713—1776), шестой сын 4-го барона, генерал-губернатор Новой Шотландии (1749—1752), был основателем города Галифакс в Канаде. Он заседал в Палате общин от округов Ай (1743—1749) и Вестминстер (1753—1762), занимал пост губернатора Гибралтара (1761—1776). Его младший брат-близнец, достопочтенный Фредерик Корнуоллис (1713—1783), был епископом Личфилда (1750—1768) и архиепископом Кентерберийским (1768—1783). Достопочтенный Уильям Корнуоллис (1744—1819), младший сын 1-го графа и младший брат 1-го маркиза, был адмиралом королевского военно-морского флота. Он заседал в Палате общин от округов Ай (1768—1774, 1782—1784, 1790—1800, 1801—1807) и Портсмут (1784—1790), а также был главнокомандующим Ост-Индийской станции (1788—1794).

## Бароны Корнуоллис (1661)
- 1661—1662: Фредерик Корнуоллис, 1-й барон Корнуоллис (14 марта 1610 — 31 января 1662), сын сэра Уильяма Корнуоллиса из Брома в графстве Саффолк[1];
- 1662—1673: Чарльз Корнуоллис, 2-й барон Корнуоллис (19 апреля 1632 — 13 апреля 1673), единственный сын предыдущего от первого брака[2];
- 1673—1698: Чарльз Корнуоллис, 3-й барон Корнуоллис (28 декабря 1655 — 29 апреля 1698), единственный сын предыдущего[3];
- 1698—1722: Чарльз Корнуоллис, 4-й барон Корнуоллис (1675 — 20 января 1722), единственный сын предыдущего от первого брака[4];
- 1722—1762: Чарльз Корнуоллис, 5-й барон Корнуоллис (29 марта 1700 — 23 июня 1762), старший сын предыдущего, граф Корнуоллис с 1753 года[5].

## Графы Корнуоллис (1753)
- 1753—1762: Чарльз Корнуоллис, 1-й граф Корнуоллис (29 марта 1700 — 23 июня 1762), старший сын Чарльза Корнуоллиса, 4-го барона Корнуоллиса[5];
- 1762—1805: Чарльз Корнуоллис, 2-й граф Корнуоллис (13 декабря 1738 — 5 октября 1805), старший сын предыдущего, маркиз Корнуоллис с 1792 года[6].

## Маркизы Корнуоллис (1792)
- 1792—1805: Чарльз Корнуоллис, 1-й маркиз Корнуоллис (13 декабря 1738 — 5 октября 1805), старший сын Чарльза Корнуоллиса, 1-го графа Корнуоллиса[6];
- 1805—1823: Чарльз Корнуоллис, 2-й маркиз Корнуоллис (19 октября 1774 — 9 августа 1823), единственный сын предыдущего[7].

## Графы Корнуоллис (продолжение креации 1753 года)
- 1823—1824: Джеймс Корнуоллис, 4-й граф Корнуоллис (25 февраля 1743 — 20 января 1824), третий сын Чарльза Корнуоллиса, 1-го графа Корнуоллиса[8];
- 1824—1852: Джеймс Манн, 5-й граф Корнуоллис (20 сентября 1778 — 21 мая 1852), единственный сын предыдущего[9];
  - Достопочтенный Чарльз Джеймс Корнуоллис (затем Манн), виконт Бром (17 декабря 1813 — 27 декабря 1835), единственный сын предыдущего[10].